# Discoglossus galganoi jeanneae
Discoglossus galganoi jeanneae Busack, 1986 è una sottospecie di anfibi anuri appartenente alla famiglia degli Alitidi.

## Distribuzione e habitat
Questo discoglosso è endemico della Spagna e si trova nella parte est del paese, dallo Stretto di Gibilterra ai Pirenei.

## Tassonomia
Da alcuni considerata specie a sé stante, è classificata come sottospecie orientale (D. galganoi jeanneae) del discoglosso iberico ma non è chiaramente distinguibile dalla forma occidentale, non solo morfologicamente ma anche geneticamente. Viene distinta principalmente in chiave filogenetico-evoluzionistica.